# Material Girl
«Material Girl» (англ. Меркантильная девушка) — известная песня-визитная карточка американской певицы Мадонны от её второго студийного альбома — Like a Virgin, выпущенная 30 января 1985 года под лейблом Sire Records. Второй сингл альбома Like a Virgin. Ремикс на «Material Girl» вошёл в сборник 1990 года — The Immaculate Collection.

## О песне
Бас, который можно услышать в песне, напоминает исполнение американской соул-группы The Jackson 5 в песне знаменитой «пятёрки Джексонов» — «Can You Feel It», вошедшей в альбом 1980 года — Triumph, а строки песни напоминают припев в песне «You Should Hear How She Talks About You» в исполнении Мелиссы Манчестер (1982).
Мадонна часто отмечает, что сожалеет о записи песни из-за того, что именно она стала её визитной карточкой в дальнейшие годы её музыкальной карьеры. Певица также заявила, если бы она знала это, она, вероятно, никогда бы не сделала запись этой песни. На турне 1985 года — The Virgin Tour, певица исполнила пародию на собственную песню.

## Чарты и рейтинги
«Material Girl» попала Top 5 американского хит-парада — Billboard Hot 100 и третий сингл певицы номер достиг позиции #1 в хит-параде Hot Dance Music/Club Play. Песня дебютировала на Billboard Hot 100 в течение недели с 9 февраля 1985, тогда как Like a Virgin предыдущий сингл с альбома, попал только в Top 10. Сингл поднялся на первые строчки хит-парада Billboard Hot 100 быстрее, прыгает тринадцать точек на номер пять недель 9 марта 1985 года, и в конечном итоге в течение двух недель находился на втором месте, уступая REO Speedwagon с их песней «Can’t Fight This Feeling» и композиция Фила Коллинза — «One More Night».
«Material Girl» имела наименьший успех в хит-параде Hot R&B/Hip-Hop Singles & Tracks, так как не смогла войти в Top 40 песен. «Material Girl» Top 40. Сингл также Top 5 в Великобритании (продажи — 389 999 копий), Южной Африке, Канаде и Австралии, включая другие страны.
В 2003 году поклонникам Мадонны было предложено принять участие в голосовании о 20 лучших синглах Мадонны (голосование проводил журнал Q Magazine). «Material Girl» заняла 15-е место в списке выставленных на голосование синглов. Британский журнал New Musical Express включил данную композицию в свой список «500 величайших песен всех времён», разместив её на 438-й позиции.

## Музыкальное видео
Видеоклип на песню был снят пародией на знаменитую сцену из фильма 1953 года — «Джентльмены предпочитают блондинок». Именно тогда Мадонна впервые примерила на себя образ Мэрилин Монро, который надолго станет её визитной карточкой (вплоть до 1991 года, когда Мадонна триумфально выступила на церемонии вручения премий «Оскар», исполнив песню «Sooner or Later» из фильма «Дик Трейси»). Впрочем, альбом Like a Virgin хорош не только имиджмейкерскими находками. Во-первых, здесь ещё больше хитов, чем на дебютном диске, а во-вторых, Мадонна стала петь существенно выразительнее. Видео занимает 54-е место в VH1-издании — «100 Greatest Videos». Когда в 1991 году, Мадонна снялась для престижного журнала — Vanity Fair в образе Мэрилин Монро, певица сказала:

Я обязательно стану символом, как Мэрилин. Она тоже символ. Чего именно – сложно сказать, но она стала именем нарицательным.
Съёмки видеоклипа проходили с 10 по 11 января 1985 года на студии Ren-Мар Studios в Голливуде, штат Калифорния. В съёмках видеоклипа приняли участие актёры: Роберт Вул и Кит Кэррадайн. Известно, что с последним у певицы завязалась короткая любовная интрига в период съёмок. В те годы, Мадонна встретила своего первого мужа Шона Пенна.
- Режиссёр: Мэри Ламберт
- Продюсер: Саймон Филдс
- Сценарист: Питер Синклер
- Редактор: Глен Морган
- Производство компании: «Limelight Productions»

## Туры
Мадонна также исполнила песню во время турне Who’s That Girl World Tour (где певица была одета в костюмы, вызвавшие подозрения на пародию Синди Лаупер), и во время турне Blond Ambition World Tour в 1990 году. В 2004 году Мадонна вновь исполнила песню во время международного тура — Re-Invention World Tour, несмотря на то, что ранее, певица заявляла о том, что больше никогда не будет исполнять именно эту песню на своих живых концертах. В этом концертном выступлении, певица дополнила своё исполнение собственной игрой на рок-гитаре.
Была исполнена в следующих турах:
- The Virgin Tour (1985)
- Who’s That Girl World Tour (1987)
- Blond Ambition World Tour (1990)
- Re-Invention World Tour (2004)
- Rebel Heart Tour (2015—2016)

## Список композиций
| №  | Название        | Автор(ы)                 | Длительность |
| -- | --------------- | ------------------------ | ------------ |
| 1. | «Material Girl» | Питер Браун, Роберт Ранс | 3:56         |

| №  | Название    | Автор(ы)             | Длительность |
| -- | ----------- | -------------------- | ------------ |
| 1. | «Pretender» | Мадонна, Стивен Брей | 4:28         |

## Официальные миксы
- Album Version — 4:00
- Extended Dance Remix — 6:05
- Video Version — 4:43
- Remastered Version from The Immaculate Collection — 3:50

## Над записью работали
- Автор — Питер Браун и Роберт Ранс
- Вокал — Мадонна
- Продюсер — Найл Роджерс
- Бас — Бернард Эдвардс
- Гитара — Synclavier II, Джуно 60 (Найл Роджерс)
- Барабаны — Тони Томпсон
- Бэк-вокалы — Кёртис Кинг, Фрэнк Симмс и Джордж Симмс

## Позиции в хит-парадах и коммерческие показатели
| Год  | Чарт                                | Высшая позиция |
| ---- | ----------------------------------- | -------------- |
| 1985 | Аргентина (Prensario)               | 3              |
| 1985 | Австралия (Kent Music Report)       | 4              |
| 1985 | Австрия (Ö3 Austria Top 40)         | 8              |
| 1985 | Бельгия/Фландрия (Ultratop 50)      | 4              |
| 1985 | Великобритания (UK Singles Chart)   | 3              |
| 1985 | Европа (Eurochart Top 100 Singles)  | 5              |
| 1985 | Ирландия (IRMA)                     | 3              |
| 1985 | Испания (PROMUSICAE)                | 10             |
| 1985 | Италия (Musica e dischi)            | 18             |
| 1985 | Канада (RPM Top Singles)            | 4              |
| 1985 | Куба (Tribuna de La Habana)         | 1              |
| 1985 | Нидерланды (Dutch Top 40)           | 7              |
| 1985 | Нидерланды (Single Top 100)         | 7              |
| 1985 | Новая Зеландия (Recorded Music NZ)  | 5              |
| 1985 | США (Billboard Black Singles)       | 49             |
| 1985 | США (Billboard Dance Club Songs)    | 1              |
| 1985 | США (Billboard Hot 100)             | 2              |
| 1985 | США (Cash Box Top 100 Singles)      | 1              |
| 1985 | Финляндия (Suomen virallinen lista) | 17             |
| 1985 | Франция (SNEP)                      | 47             |
| 1985 | ФРГ (Offizielle Top 100)            | 13             |
| 1985 | Швейцария (Schweizer Hitparade)     | 15             |
| 1985 | ЮАР (Springbok)                     | 6              |
| 1985 | Япония (Oricon Singles Chart)       | 2              |

| Год  | Чарт                                    | Позиция |
| ---- | --------------------------------------- | ------- |
| 1985 | Австралия (Kent Music Report)           | 48      |
| 1985 | Бельгия (Ultratop 50 Flanders)          | 56      |
| 1985 | Великобритания (Gallup Poll)            | 51      |
| 1985 | Италия (FIMI)                           | 74      |
| 1985 | Канада (RPM Year-End)                   | 46      |
| 1985 | Нидерланды (Dutch Top 40)               | 77      |
| 1985 | Нидерланды (Single Top 100)             | 57      |
| 1985 | США (Billboard Top Pop Singles)         | 58      |
| 1985 | США (Billboard Top Dance Sales Singles) | 41      |
| 1985 | США (Cashbox Year End Pols)             | 30      |

| Регион                                                                      | Сертификация | Продажи |
| --------------------------------------------------------------------------- | ------------ | ------- |
| Великобритания (BPI)                                                        | Платиновый   | 600 000 |
| Италия (FIMI)                                                               | Золотой      | 50 000  |
| США · цифровые загрузки                                                     | —            | 347 000 |
| Япония (Oricon Charts)                                                      | —            | 47 060  |
| Данные о продажах + прослушиваниях приведены только на основе сертификации. |              |         |